# サヨナラは始まりの言葉
「サヨナラは始まりの言葉」（サヨナラははじまりのことば）は、La PomPonの曲。ZARDの「運命のルーレット廻して」のカバーとのカップリングによる両A面シングル『運命のルーレット廻して/サヨナラは始まりの言葉』に収録された。

## 運命のルーレット廻して/サヨナラは始まりの言葉
シングル『運命のルーレット廻して/サヨナラは始まりの言葉』は、2016年3月23日にLa PomPonの4枚目のシングルとして発売された。
「運命のルーレット廻して」は、読売テレビ・日本テレビ系アニメ『名探偵コナン』のエンディングテーマとして使用された。ZARDのオリジナル（1998年）は当時、同アニメのオープニングに使用されていた。

### シングル収録曲
初回限定盤CD
1. 運命のルーレット廻して
作詞：坂井泉水　作曲：栗林誠一郎　編曲：池田大介
2. サヨナラは始まりの言葉
作詞・作曲：鈴木健太朗　編曲：大河内航太
3. ろっぽんぎ体操 〜愛コトバはジャンパラポン！〜
作詞：マチーデフ　作曲：マチーデフ・日田茂　編曲：日田茂
4. 運命のルーレット廻して（Instrumental）
5. サヨナラは始まりの言葉 （Instrumental）
6. ろっぽんぎ体操 〜愛コトバはジャンパラポン！〜（Instrumental）

名探偵コナン盤
1. 運命のルーレット廻して
2. サヨナラは始まりの言葉
3. 運命のルーレット廻して （TV SIZE）
4. 運命のルーレット廻して （Instrumental）
5. サヨナラは始まりの言葉（Instrumental）

通常盤A
1. 運命のルーレット廻して
2. サヨナラは始まりの言葉
3. 運命のルーレット廻して （Instrumental）
4. サヨナラは始まりの言葉 （Instrumental）

通常盤B
1. サヨナラは始まりの言葉
2. 運命のルーレット廻して
3. サヨナラは始まりの言葉 （Instrumental）
4. 運命のルーレット廻して （Instrumental）